# Västergötlands runinskrifter 116
Vg 116 är en vikingatida runsten i Hyringa kyrka, Hyringa socken och Grästorps kommun. Runsten huggen i gråsten (enligt Västergötlands runinskrifter är materialet grå granit), 1,8 m hög, 0,3 m bred och 0,5 m tjock. Genomskärningen är närmast rektangulär. Inskriften är vänd mot NV. Runorna är 9-11 cm höga, 0,5-0,7 m breda och ett par mm djupa. Runorna är delvis imålade med svart färg (1983). Stenen har tidigare legat i kyrkogårdsmuren och var då 2,52 m lång men togs ut och restes 1968. Enligt Västergötlands runinskrifter lyder inskriften: "Torsten reste denna sten efter ..."

## Inskriften
Translitterering av runraden:
: þurstin : risþi : stin : þosi : iftiʀ : -...
Normalisering till runsvenska:
Þorstæinn ræisti stæin þannsi æftiʀ ...
Översättning till nusvenska:
Torsten reste denna sten efter ...